# Vamps (álbum)
Vamps é o álbum de estreia da banda japonesa de rock VAMPS, lançado em 10 de junho de 2009. A edição limitada inclui um DVD com os videoclipes dos três singles do álbum: "Love Addict", "I Gotta Kick Start Now" e "Evanescent", bem como o videoclipe de "Trouble" (o lado B do single "I Gotta Kick Start Now"), que apresenta a cantora Anza. Foi o 97° álbum major e o 3° álbum indie mais vendido no Japão no ano de 2009, de acordo com a Oricon.

## Recepção
O álbum alcançou a terceira posição nas paradas Oricon Albums Chart e recebeu críticas positivas em geral. A revista Time elogiou o "forte rock de três acordes" do álbum, e disse "todas as marcas do rock clássico japonês estão aqui, mas ampliadas e endurecidas para uma geração mais streetwise."

## Faixas
| N.º            | Título                   | Duração |  |
| 1.             | "Bite"                   | 0:25    |  |
| 2.             | "Love Addict"            | 4:03    |  |
| 3.             | "Cosmos"                 | 4:35    |  |
| 4.             | "Secret in My Heart"     | 4:15    |  |
| 5.             | "Evanescent"             | 4:29    |  |
| 6.             | "Vampire Depression"     | 4:41    |  |
| 7.             | "Redrum"                 | 3:48    |  |
| 8.             | "Deep Red"               | 5:25    |  |
| 9.             | "I Gotta Kick Start Now" | 4:35    |  |
| 10.            | "Time Goes By"           | 4:09    |  |
| 11.            | "Sweet Dreams"           | 5:44    |  |
| 12.            | "Hunting"                | 1:56    |  |
| 13.            | "Sex Blood Rock n' Roll" | 2:52    |  |
| Duração total: | Duração total:           | 51:03   |  |

### Edição limitada
Disco dois
| DVD |                          |         |  |
| N.º | Título                   | Duração |  |
| 1.  | "Love Addict"            |         |  |
| 2.  | "I Gotta Kick Start Now" |         |  |
| 3.  | "Trouble"                |         |  |
| 4.  | "Evanescent"             |         |  |

## Músicos
- Hyde - vocais
- K.A.Z - guitarra